# Волков, Александр Александрович (Герой Российской Федерации)
Алекса́ндр Алекса́ндрович Во́лков (1920—2010) — советский и российский офицер, танкист в годы Великой Отечественной войны, Герой Российской Федерации (1998).
Во время Великой Отечественной войны гвардии капитан А. А. Волков — командир танковой роты 44-го гвардейского танкового полка 8-й гвардейской Молодечненской Краснознамённой механизированной бригады 3-го гвардейского механизированного корпуса (с октября 1942 по май 1945 года). Полковник в отставке.

## Биография

### Ранние годы
Родился 1 марта 1920 года в деревне Вишнёвая Поляна Казанской губернии (ныне Нурлатский район Татарстана) в крестьянской семье. Чуваш. Окончил среднюю школу.
В октябре 1939 года Октябрьским районным военкоматом Татарской АССР призван в РККА. Окончил Ульяновское танковое училище. Ещё будучи курсантом, увлекался военной историей, интересовался биографиями полководцев — Александра Невского, Дмитрия Донского, Михаила Кутузова и в особенности Александра Суворова.

### В годы Великой Отечественной войны
Участник Великой Отечественной войны с декабря 1941 года, направлен на Калининский фронт командиром танкового взвода. Воевал в районе Холм-Торопец, прикрывая направление на Ленинград. В одном из боёв в феврале 1942 года младший лейтенант А. А. Волков был ранен, пролежав сутки на 30-градусном морозе без сознания, был эвакуирован и находился на излечении в госпитале города Свердловск.
С июня 1942 года воевал на Южном и Сталинградском фронтах, участвовал в оборонительных сражениях в излучине Дона и в Сталинградской битве.
В октябре 1942 года лейтенант А. А. Волков направлен в 59-ю механизированную бригаду командиром 2-й танковой роты Т-34 2-го танкового полка. С 8 декабря — на Сталинградском фронте.
Отличился в ходе Котельниковской наступательной операции, в ходе которой части РККА нанесли поражение немецкой группе армий «Дон» (фельдмаршал Манштейн), пытавшегося деблокировать окружённую в Сталинграде 6-ю армию (Паулюс). 15 декабря 1942 года в районе хутора Верхне-Кумский первым ворвался на немецкие позиции, уничтожив один тяжёлый танк, три миномёта и до 40 солдат противника, чем обеспечил успешное продвижение вперёд советской пехоты. За этот бой награждён медалью «За отвагу» (22 декабря 1942). С декабря 1942 года 59-я механизированная бригада преобразована в 8-ю гвардейскую механизированную бригаду.
Затем в январе-феврале 1943 года участвовал в Ростовской наступательной операции. Член ВКП(б) с 1943 года.
Командир роты Т-34 44-го гвардейского танкового полка 8-й гвардейской механизированной бригады старший лейтенант А. А. Волков воевал на Степном и Воронежском фронтах, принимал участие в Курской битве, Белгородско-Харьковской наступательной операции и битвы за Днепр. В августе 1943 года при наступлении на Харьковском направлении первым прорвался сквозь укреплённый район вермахта у сёл Братское — Шаблёное под Сумами, уничтожив при этом два орудия, две автомашины и до роты солдат противника. Также в группе с другими танковыми экипажами записал на свой боевой счёт один подбитый тяжёлый танк «Тигр». Сам был ранен во второй раз. За августовские бои был представлением командованием полка к ордену Красного Знамени, но был награждён орденом Красной Звезды (30 сентября 1943).
В одном из боёв в августе 1943 года был снова ранен, врачи предлагали ампутировать ногу, но нога зажила и ампутация не потребовалась.
В ноябре 1943 — июне 1944 года в составе 3-го гвардейского механизированного корпуса, который был выведен с фронта в резерв Ставки ВГК для длительного переформирования. Затем корпус был передан 3-му Белорусскому фронту. В ходе Белорусской стратегической наступательной операции танковая рота гвардии лейтенанта А. А. Волкова только за первую неделю наступления в июне 1944 года уничтожила четыре штурмовых орудия, один танк, 8 автомашин, до 300 солдат и офицеров противника, а также захватила 15 пленных. При этом экипаж А. А. Волкова записал на свой боевой счёт одно самоходное орудие «артштурм», один средний танк и 9 автомашин.
В дальнейшем, продолжая наступление, танковая рота перехватила и разгромила колонну немецких войск, при этом были подбиты и раздавлены гусеницами 56 автомашин, один танк и до 200 солдат и офицеров. В плен было захвачено ещё 87 человек. При освобождении Вильнюса его рота уничтожила в общей сложности 6 противотанковых орудий и 20 пулемётных точек. За отличие в боях за Вильнюс и Елгава награждён орденами Александра Невского (13 января 1945) и Красного Знамени (12 августа 1944).
4 августа 1944 года командование также представило А. А. Волкова к званию Героя Советского Союза, но по неизвестным причинам он награждён не был.
С октября 1944 года участвовал в блокаде Курляндской группировки немецких войск. В 1945 году гвардии капитан А. А. Волков командовал танковым батальоном, к маю — занимал должность начальником штаба танкового полка. По оценке командира 44-го гвардейского танкового полка гвардии майора Г. Сапрыкина, «Волков был самым авторитетным офицером в полку, а для меня он был находкой. Я поручал ему самые трудные боевые участки. Волков смел, рассудителен, внешне спокоен, опрятен, вежлив, немногословен, непьющий. Его подчинённые с гордостью говорили: „Мы из роты Волкова“».
Участник советско-японской войны. В июне 1945 года в составе корпуса был переброшен на Дальний Восток, в должности командира танкового батальона участвовал в Маньчжурской наступательной операции на Забайкальском фронте. Всего за годы войны был дважды ранен и один раз контужен.

### Послевоенные годы
Осенью 1945 года после капитуляции Японии встретил в Уссурийске свою будущую жену — Клавдию Петровну, с которой вскоре поженились. Вместе вырастили двоих сыновей.
Продолжил военную карьеру, которой посвятил 39 лет своей жизни. Прошёл путь от командира полка до заместителя начальника штаба 13-й армии (Ровно). С 1973 года полковник А. А. Волков — в запасе. Семья Волковых переехала в город Люберцы Московской области, когда Александра Александровича пригласил работать заместителем директора Люберецкого коврового комбината по гражданской обороне.
В августе 1986 года принимал участие в открытии памятника-мемориала в Латвии, где в августе 1944 года его 3-й гвардейский механизированный корпус в боями выходил к Балтийскому морю.
Указом Президента Российской Федерации от 30 июня 1998 года «за мужество и героизм, проявленные в борьбе с немецко-фашистскими захватчиками в годы Великой Отечественной войны», полковнику в отставке Волкову Александру Александровичу присвоено звание Героя Российской Федерации с вручением медали «Золотая Звезда» (№ 459).
Занимался общественной работой, с ноября 2000 года по ноябрь 2001 года — председатель совета организации ветеранов войны, труда, Вооружённых сил и правоохранительных органов Люберецкого района.
Умер 23 марта 2010 года в Люберцах.

## Награды и звания
Государственные награды России
- Герой Российской Федерации (30 июня 1998, медаль «Золотая Звезда» № 459)

Советские государственные награды
- орден Красного Знамени (12 августа 1944[6])
- орден Александра Невского (13 января 1945[7])
- орден Отечественной войны I степени (6 ноября 1985[10])
- два ордена Красной Звезды (30 сентября 1943[5], 5 ноября 1954[11])
- медали, в том числе:
  - медаль «За отвагу» (22 декабря 1942[4])
  - медаль «За боевые заслуги» (15 ноября 1950 [11])
  - медаль «За трудовую доблесть»[12]
  - медаль «За трудовое отличие»[12]
  - медаль «За оборону Сталинграда» (1943)
  - медаль «За победу над Японией»[12]
  - медаль «За освоение целинных земель»[12]

Почётный гражданин городов Тукумс (1975) и Люберцы (1995).